# Archilochos
Archilochos (altgriechisch Ἀρχίλοχος Archílochos, latinisiert Archilochus; * um 680 v. Chr. auf der Kykladeninsel Paros; † um 645 v. Chr.) war ein griechischer Schriftsteller. Er gilt als frühester formvollendeter griechischer Lyriker und wurde in der Antike hinsichtlich seiner Bedeutung sogar dem Epiker Homer gleichgestellt. Darüber hinaus gilt er als erster griechischer Jambograph, da er sich der Schmähung durch Lykambes mittels jambischer Verse erwehrte.

## Biographie
Er war der nicht-eheliche Sohn eines Mannes aus parischem Adelsgeschlecht und einer thrakischen Sklavin namens Enipo und aufgrund seiner unehelichen Geburt zeit seines Lebens arm, da er von der väterlichen Erbfolge ausgeschlossen war. Möglicherweise war sein Vater Telesikles, der Gründer der parischen Kolonie auf Thasos. Zeitlebens zog er unstet umher. Der Überlieferung nach fand er den Tod im Krieg zwischen Paros und Naxos.
Archilochos’ Lebensdaten sind umstritten, da sie nicht direkt überliefert sind, sondern nur umständlich rekonstruiert werden können, und er selbst seine Vita teilweise nach dem literarischen Vorbild des homerischen Odysseus stilisiert hat. Jedoch lässt sich die Gründung der Kolonie auf Thasos auf etwa 660 v. Chr. datieren. Ebenso ist von Archilochos die Beschreibung einer Sonnenfinsternis überliefert, womit wahrscheinlich jene am 6. April 648 v. Chr. über Thasos gemeint ist. Da Archilochos etwa 645 v. Chr. als aktiver Krieger im Kampf fiel, ist davon auszugehen, dass er nicht viel älter als 40 Jahre wurde.

## Mythos von der Dichterweihe des Archilochos
Archilochos gibt in seinem nur fragmentarisch überlieferten Werk Auskunft darüber, wie er zur Dichtung gekommen sei. In jungen Jahren sei er von seinem Vater aufs Festland geschickt worden, um eine Kuh in der Stadt zu verkaufen. Vor der Stadt begegnete ihm eine Schar lachender Frauen, die er neckte. Die Frauen boten ihm einen angemessenen Preis für die Kuh, und Archilochos willigte ein. Plötzlich waren sowohl die Frauen als auch die Kuh verschwunden, nur eine Leier lag zu seinen Füßen. Nach anfänglicher Bestürzung begriff Archilochos, den Musen begegnet zu sein. Der ungläubige Vater stellte Nachforschungen zum Verbleib der Kuh an, die jedoch erfolglos blieben. Er befragte sogar das Orakel von Delphi, das seinem Sohn übermäßigen Ruhm prophezeite und ihn als künftigen „Liebling der Musen“ bezeichnete.

## Werk und Bedeutung

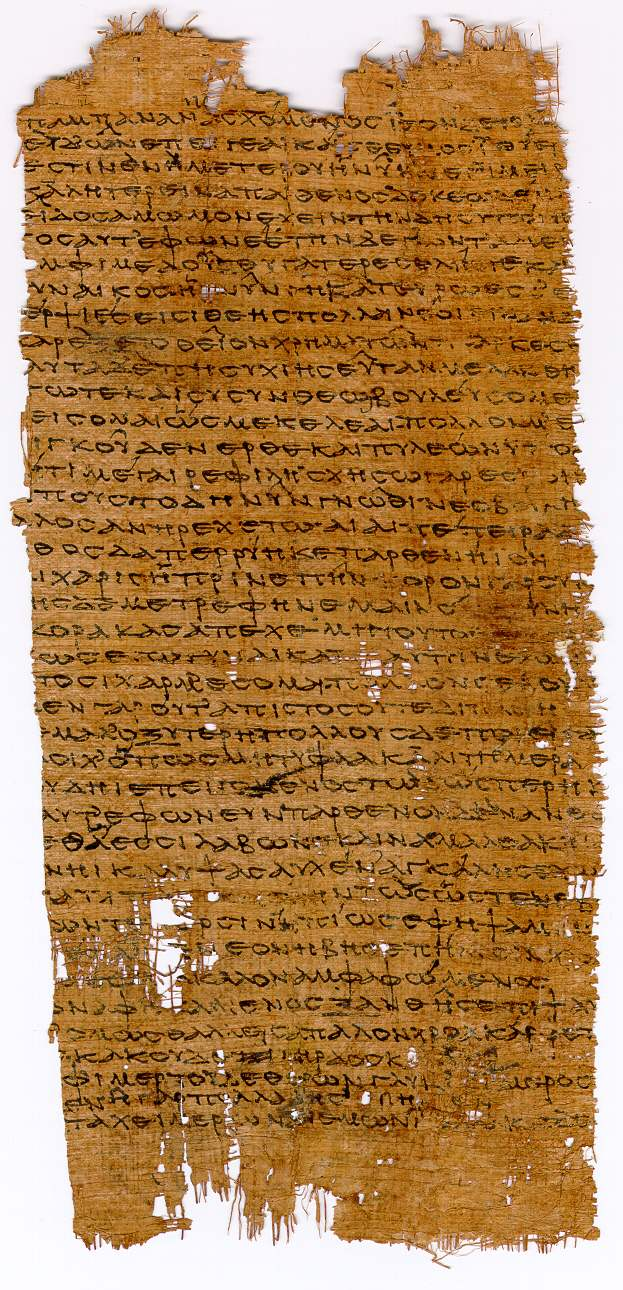
Ein umfangreiches Fragment in der Papyrussammlung Köln (P. Köln II 58)

Die Reste seiner Dichtung, von der nur knapp 500 Verse und kein Gedicht vollständig erhalten sind, lassen erkennen, dass er sich deutlich von seinen Vorgängern Homer und Hesiod unterschied. Auch inhaltlich wandte er sich entschieden gegen Homers heroisierende Menschendarstellung. Als erster Grieche bringt er persönliche Gefühle und Erlebnisse in seine Gedichte ein und wird somit zum Begründer der persönlichen Lyrik. So beschreibt er sich sowohl als Diener des Kriegsgottes Ares als auch als Freund der Musen, wobei allerdings seine poetische Neigung im Zweifel den Vorrang hat. In einem Gedicht erzählt er, wie er im Kampf seinen Schild verlor, ohne dass er dies übermäßig bedauere; das Leben sei ihm wichtiger und er könne sich jederzeit einen neuen Schild besorgen – ein krasser Gegensatz zur archaischen Heldenethik. Er soll auch Sparta besucht haben, von dort aber wegen seiner unkriegerischen Haltung und seiner Spottgedichte verbannt worden sein. Den Tod soll er im Krieg gegen Naxos gefunden haben, als ein Kalondas von Korax ihn erschlagen haben soll, der daraufhin vom Orakel verflucht worden sei, weil er einen Diener der Musen erschlagen habe.
Bekannt wurde er vor allem durch seine Schmäh- und Spottgedichte, durch die er die neue Literaturgattung des Jambus begründete (Schmäh- und Spottgedichte in jambischen Versen). Eine zweite Neuschöpfung des Archilochos war der tanzartige, trochäische Tetrameter.
Archilochos übte starken Einfluss auf die Dichtung der Antike aus, besonders auf die römischen Dichter Catull und Horaz. Archilochos galt bereits in der Antike als formvollendeter Lyriker und wurde im Hinblick auf seine Bedeutung mit Homer gleichgesetzt. Für die heutige Forschung ist er als erste scharf ausgeprägte Dichterpersönlichkeit greifbar.
Eines der bekanntesten Zitate von Archilochos ist das folgende:
„Πόλλ᾽ οἶδ᾽ ἀλώπηξ, ἀλλ' ἐχῖνος ἕν μέγα.“ (Der Fuchs weiß viele verschiedene Sachen, der Igel aber nur eine große.)
Ein 2005 veröffentlichtes Papyrusfragment aus dem ägyptischen Oxyrhynchos enthält das bislang längste Fragment der Elegeia des Archilochos. Bereits zuvor waren einige kürzere Fragmente dieses Werkes gefunden worden. Die Übersetzung des neuen Fragments lautet (Prosa-Übersetzung aus dem Englischen):
„Wenn es unter dem Zwang eines Gottes geschieht, darf man einen Rückzug nicht Schwachheit und Feigheit nennen: nein, wir kehrten uns um, um schnell zu flüchten: manchmal ist es notwendig zu fliehen. So wie einmal Telephus aus Arkadien die mächtige Armee der Argiver in die Flucht jagte, und sie flohen – in der Tat, so gewaltig wütete der Schicksalsspruch der Götter gegen sie –, obwohl sie machtvolle Speerträger waren. Der schönströmende Fluss Kaïkos und die Ebene Mysiens waren übersät mit den Leichen der Gefallenen. Und geschlagen von den Händen des mitleidlosen Mannes (Telephus) wendeten die wohlgerüsteten Achäer sich in kopfloser Hast zur Küste der vieltönenden See. Glücklich schifften die Söhne der Unsterblichen und Brüder, die Agamemnon zum heiligen Ilium bringen wollte, um Krieg zu führen, sich ein auf ihren flinken Schiffen. Bei dieser Gelegenheit gerieten sie an diese Küste, denn sie verloren sich auf ihrem Weg. Sie landeten nahe der lieblichen Stadt des Teuthras, und dort, Wut mit ihren Pferden schnaubend, geriet ihr Geist in Verwirrung. Denn sie glaubten, die hochgetürmte Stadt von Troia anzugreifen, doch in Wahrheit traten ihre Füße das weizentragende Mysien. Und Herakles trat ihnen entgegen, wie er seinem löwenherzigen Sohn Telephus zubrüllte, der, grimmig und mitleidslos in grausamer Schlacht, zur unglücklichen Flucht die Danaer anzustiften sich bemühte, um bei dieser Gelegenheit seinen Vater zu befriedigen.“

## Archilochos als Vertreter der Jambik
Bereits in der Antike war die Etymologie des Wortes Iambik unklar. Fest steht, dass der Begriff kultisch aufgeladen ist. Schon in der Antike wurden Verbindungen zum Demeter-Kult hergestellt. Innerhalb dieses Kultes wurde eine Magd Iambe (griechisch Ἰάμβη) erdichtet, die die um ihre Tochter Persephone trauernde Göttin Demeter durch ihre bissigen Späße zum Lachen brachte (Homerische Hymnen 5, 192–205). In der neueren Forschung erfolgt aber auch ein Bezug zum Dionysoskult. Im Mittelpunkt der jambischen Dichtung steht das ἰαμβίζειν (griechisch „lästern“). Der Verfasser solcher Dichtung wird als Jambograph (griechisch ἰαμβογράφος, übersetzt etwa „Lästermaul“) bezeichnet. Jambik gehört damit zum Genre der Aischrologie (griechisch αἰσχρός – „hässlich, schändlich“ und λόγος – „Rede“), die sich mit anzüglichen oder verpönten Themen beschäftigt, und kann ebenso der Invektive zugeordnet werden.
Archilochos gilt (ebenso wie auch Hipponax) als Vertreter der Spottdichtung und Schmähreden, die bis zum Äußersten gehen, und repräsentiert damit aber nur einen Teil der Jambik, die sich des Weiteren aus den Untergattungen des Weiberspiegels (vor allem des Semonides von Amorgos) und der Elegie zur Selbstverteidigung (beispielsweise Solon) zusammensetzt. Der Weiberspiegel thematisiert die Nichtigkeit des menschlichen Daseins und weist – vorzugsweise berühmten – Frauenpersönlichkeiten (durch metaphorisches Vorhalten eines Spiegels) Typisierungen zu, die auf verschiedene Tiere zurückgehen und dabei stark beleidigend wirken. Das Metrum, um zu schmähen, ist dabei aber nicht – wie der Name vermuten lässt – an den Jambus gebunden. Ebenso können der Trimeter, der trochaische Tetrameter oder Hinkformen vorkommen.
Archilochos selbst war der Jambik aufgrund mehrerer Einschnitte in seinem Leben zugewandt: Zum einen war er als Bastard aus der väterlichen Erbfolge ausgeschlossen und daher nie wohlhabend und stets gemieden. Zum anderen war er der Neobule, der Tochter des Lykambes, versprochen worden. Der Schwiegervater in spe, bis dahin ein guter Freund des Archilochos, brach jedoch dieses Versprechen und versprach seine Tochter einem besser situierten Mann, der aus dem Krieg zurückgekehrt war. Archilochos war so gekränkt und von Hass erfüllt, dass er Hassverse zu dichten begann. Mithilfe seiner Jamben soll Archilochos schließlich Lykambes, Neobule und deren Schwestern in den Selbstmord durch Erhängen getrieben haben. Archilochos verwendete für seine Schmäh- und Spottdichtung vorrangig die Tierfabel (sog. αἶνος).
Die Forschung geht davon aus, dass die schimpflichsten Verse des Archilochos jedoch verloren sind. Stattdessen kann nur mit den lückenreichen Fragmenten und mit den Kommentaren anderer Autoren und Zeitzeugen an der Rekonstruktion gearbeitet werden.

## Rezeption

### Antike
Auch noch in der römischen Antike wurde der Jambus stets mit Archilochos’ Trimetern und Tetrametern sowie seinen Invektiven assoziiert. Das beste Beispiel dafür, welches in der Forschung gern als „Haupttestimonium“ bezeichnet wird, stellt die erste Epistel des römischen Dichters Horaz dar (epist. 1, 23–34):
„Parios ego primus iambos
ostendi Latio, numeros animosque secutus
Archilochi, non res et agentia uerba Lycamben;
ac ne me foliis ideo breuioribus ornes
quod timui mutare modos et carminis artem,
temperat Archilochi Musam pede mascula Sappho,
temperat Alcaeus, sed rebus et ordine dispar,
nec socerum quaerit, quem uersibus oblinat atris,
nec sponsae laqueum famoso carmine nectit.
Hunc ego, non alio dictum prius ore, Latinus
uolgaui fidicen; iuuat inmemorata ferentem
ingenuis oculisque legi manibusque teneri.“
„Ich führte Archilochos' Jamben in Latium
Erstmals ein, nur folgend des Pariers Versmaß und Wohlklang,
Nicht seinem Stoff und dem Spott, der Lykambes ins Grab einst getrieben.
Darum - so bitt' ich - schmücke mich nicht mit minderem Lorbeer,
Weil ich mich scheute, Regeln und Rhythmus der Dichtkunst zu ändern.
Folgt doch dem Vers des Archilochos auch die kraftvolle Sappho,
Ja selbst Alkaios, wenn auch mit anderem Inhalt und Aufbau:
Denn er schmäht nicht den Schwiegervater mit boshaften Versen,
Will auch mit schlüpfrigen Liedern der Braut keine Fallstricke legen.
Ihn, den noch keiner gewürdigt, hab' ich, der lateinische Dichter, 
Allen bekannt gemacht. Freude erfüllt mich, ein Neues zu bringen:
Kenner werden es lesen, würdige Hände es halten!“
Horaz verfasste selbst 42 v. Chr. erste Jamben und veröffentlichte 31 v. Chr. seine 17 Epoden, die er als iambi bezeichnete. In der Epistel erklärt er, dass er als erster die Jamben des Archilochos den Römern gezeigt habe und dessen numeri und animi folge. Die Zahl (numerus) beschreibt in diesem Falle klar den jambischen Trimeter, während die Bedeutung des Geistes (animus) in der Forschung umstritten ist: Einerseits kann damit das Ethos, der Charakter oder Brauch des Archilochos bezeichnet werden. Andererseits soll der Römer darunter aufgrund horazischer und anderer zeitgenössischer Testimonien zum Jambusbegriff (z. B. zeigt Cic. Att. 2, 21, 4 wie man 59 v. Chr. animi Archilochi verstehen würde) automatisch eine zornerfüllte, aggressive Dichtung verstanden haben. Mit dem Rhythmus und dem Ethos des Archilochos (numeros animosque Archilochi) erläutert Horaz jedoch nicht nur seine Vorgehensweise, sondern gibt auch ein Bild des römischen Verständnisses der von Archilochos geprägten Gattung Jambik. In der Forschung wird demnach erklärt, dass „iambi generisch gefasst jambisch rhythmisierte Dichtung als Träger typisch Archilochischer (bes.: Personal)Invektive ausmacht“.
Horaz distanziert sich aber von der Angelegenheit (res) und den Worten (verba) bezüglich Lykambes, der anscheinend bei den Römern eine direkte Assoziation zu Archilochos bildet und eine Bezugnahme darauf fordert. Dies und die Tatsache, dass neben dem Namen „Lykambes“ keine weiteren Informationen zu dieser Person nötig sind, verdeutlicht die Bekanntheit, die Archilochos und sein Leben bei den Römern genossen. Ebenfalls namenlos bleibt die Braut (sponsa), da den Römern anscheinend bekannt ist, dass sich dahinter Neobule verbirgt. Die Geschehnisse um die geplatzte Verlobung des Archilochos werden beim Leser vorausgesetzt, was den Bekanntheitsgrad des griechischen Jambographen in der römischen Antike zeigt.
Horaz belegt jedoch nicht nur die Bekanntheit an sich, sondern auch die Wertung, der sich Archilochos bei den Römern unterzieht. Mit „ich“ (ego) betont er, dass er und kein anderer zuvor den Jambographen einführte und spricht von würdigen (ingenui) Lesern. Dies stellt eine Ehrung dar und schreibt Archilochos hohe Wertschätzung zur Zeit des Horaz zu. Ein ganz anderes Bild bietet sich schon ab der Spätantike, in der Archilochos von einer strengen moralischen Verurteilung geprägt ist.

### Moderne
Archilochos heißt die Hauptfigur in Friedrich Dürrenmatts Komödie Grieche sucht Griechin, wobei der Name Archilochos hierbei vom Schimpfwort Arschloch abgeleitet wird.

## Ausgaben und Übersetzungen
- Archilochos. Griechisch – Deutsch. 2., verbesserte Auflage, herausgegeben von Max Treu. München 1979.
- Griechische Lyrik. 2., durchgesehene Auflage, herausgegeben von Dietrich Ebener. Berlin/Weimar 1980, S. 60–67.
- Some Recently Found Greek Poems. Text and Commentary. Herausgegeben von Jan Maarten Bremer, Anna Maria van Erp Taalman Kip und Simon Roelof Slings (= Mnemosyne. Supplementum. Band 99). Brill, Leiden u. a. 1987, ISBN 90-04-08319-7 (Archilochos, Alkaios, anonymer Kommentar zu Hipponax, Stesichoros).
- Iambi et elegi Graeci ante Alexandrum cantati. Band 1: Archilochus, Hipponax, Theognidea. Herausgegeben von Martin L. West. Oxford 1971 (2. Auflage 1989), ISBN 0-19-814696-5 (Standardausgabe).
- Archilochos: Gedichte. Griechisch – Deutsch. Übersetzt von Kurt Steinmann. Reclam-Verlag 2021. ISBN 978-3-15-014168-7.
- Archilochos: Gedichte. Griechisch – Deutsch. Herausgegeben von Rainer Nickel. Düsseldorf/Zürich 2003.
- Archilochus: The Poems. Introduction, Text, Translation, and Commentary. Ed. by Laura Swift. Oxford University Press, Oxford 2019.